# Lomaspilis nigrofasciata
Lomaspilis nigrofasciata là một loài bướm đêm trong họ Geometridae.